# Dème de Mytilène
Le dème de Mytilène, en grec moderne : Δήμος Μυτιλήνης / Dímos Mytilínis, est un dème de la périphérie de l'Égée-Septentrionale, situé sur l'île de Lesbos, en Grèce. Il est créé, en 2019, par le programme Clisthène I, qui supprime le dème de Lesbos.
Il comprend les anciennes municipalités (programme Kapodistrias) d'Agiásos, Mytilène, Plomári, Loutrópoli Thermís, Evergétoulas et Géra, devenus des districts municipaux.
Il est situé au sud-est de l'île et son siège est la ville de Mytilène.